# Tineretului (stație de metrou)
Tineretului este o stație de metrou din București, sectorul 4.
A fost inaugurată la data de 6 Aprilie 1986 ce deservește magistrala 2; Această stație de metrou a fost dată în folosință ulterior față de inaugurarea inițială a magistralei 2 de metrou (24 Ianuarie 1986).
Stația de metrou Tineretului deservește cartierul cu același nume, Tineretului, dar totodată și Parcul Tineretului, în plus, se regăsește și Colegiul Național Gheorge Șincai.
În anul 2016 au fost reluate lucrările la a doua ieșire a stației de metrou, ieșirea A și B, cu ieșirea spre Bulevardul Dimitrie Cantemir (orientate spre Piața Unirii/Bulevardul Mărășești), lucrările au fost finalizate în termen de 9 luni.
În anul 2022 au fost începute lucrări de modernizare a elementelor arhitecturale ale staței de metrou printr-un protocol de colaborare între Metrorex SA și Primăria Sectorului 4, unde elementele metalice de pe pereții laterali ale stației de metrou au fost înlăturate.